# Robert Reynolds Macintosh
Sir Robert Reynolds Macintosh (* 17. Oktober 1897 in Timaru, Neuseeland; † 28. August 1989 in Oxford, England) war ein neuseeländischer Anästhesist. Er war der erste Professor für Anästhesiologie außerhalb der USA und der erste Lehrstuhlinhaber des Faches in Europa. Verschiedene Innovationen gehen auf ihn zurück, am bekanntesten ist der nach ihm benannte gebogene Laryngoskop-Spatel.

## Leben

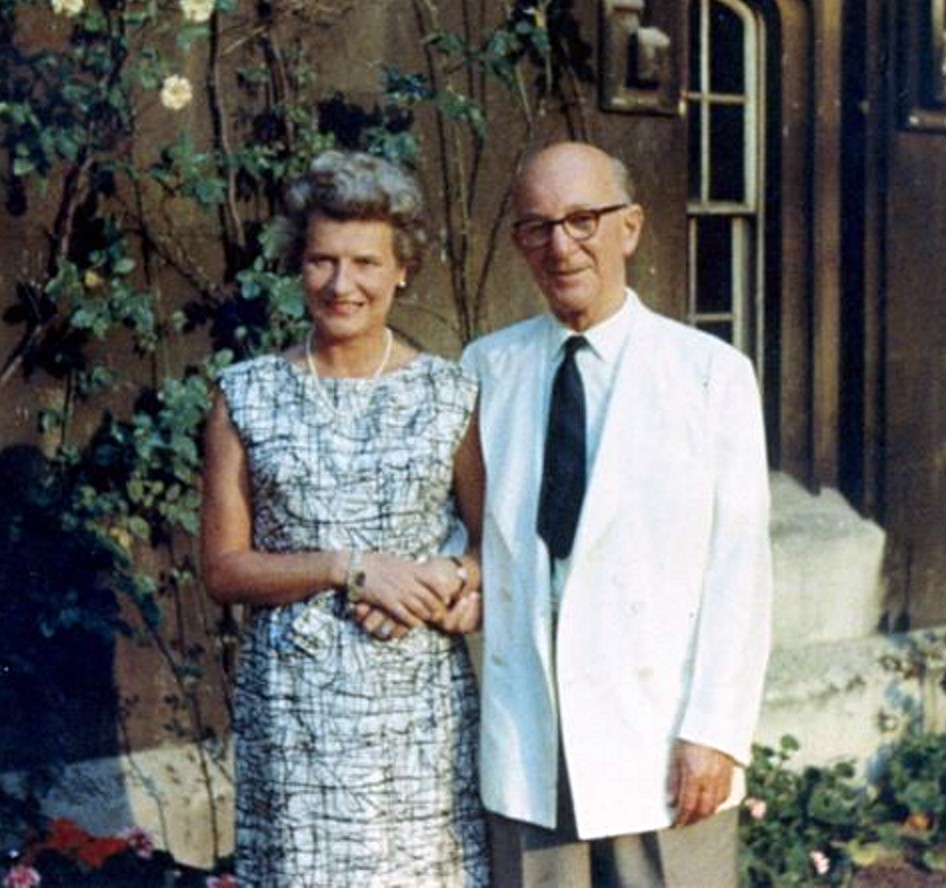
Robert Reynolds Macintosh und seine Frau Dorothy

Macintosh wurde auf seinen Maori-Namen Rewi Rawhiti getauft. Er war der jüngste Sohn von Charles Nicholson Macintosh, einem Zeitungsherausgeber und Bürgermeister von Timaru, und seiner Frau, Lydia Beatrice Thompson. Es verbrachte einen Teil seiner Kindheit in Argentinien, kehrte aber im Alter von 13 Jahren nach Neuseeland zurück. Er besuchte die Waitaki Boys' High School, wo er durch schulische und sportliche Leistungen auffiel.
1915 reiste Robert Macintosh nach Großbritannien, wo er in die Royal Scots Fusiliers eintrat, bald jedoch zum Royal Flying Corps wechselte. Als Kampfpilot nahm er am Ersten Weltkrieg teil und wurde zum Air Commodore befördert. 1917 wurde er hinter der feindlichen Front in Frankreich abgeschossen und geriet in Kriegsgefangenschaft.
Nach dem Krieg studierte er in London an der Guy’s Hospital Medical School Medizin und begann im Anschluss die Weiterbildung zum Chirurgen. 1927 wurde er Fellow des Royal College of Surgeons. Er entwickelte bei seiner chirurgischen Tätigkeit Interesse an Anästhesieverfahren mittels Lachgas, aber auch für die intravenöse Narkosedurchführung mit Barbituraten, was damals sehr kritische Resonanz fand.
Macintosh schloss in dieser Zeit Freundschaft mit dem wohlhabenden Autoproduzenten William Morris, 1. Viscount Nuffield. Dieser unterstützte die University of Oxford, die sich als medizinisches Zentrum zu etablieren begann, als Mäzen finanziell bei der Einrichtung von Lehrstühlen in Innerer Medizin, Chirurgie und Geburtshilfe. Er stellte allerdings gegen den Wunsch der Universität dabei die Bedingung, dass ein solcher auch für das Fach Anästhesiologie geschaffen würde. Macintosh wurde auf Morris’ expliziten Wunsch daraufhin 1937 der erste Lehrstuhlinhaber für Anästhesie in Großbritannien und gleichzeitig der erste außerhalb der USA. In dieser Position etablierte er das Fachgebiet, das als solches noch kaum existierte, und entwickelte seine Abteilung in Oxford zu einer professionellen Institution.
Robert Macintosh war mit Dorothy Manning verheiratet. 1965 trat er in den Ruhestand ein, 1989 verstarb er im Alter von 91 Jahren nach einem Sturz beim Ausführen seines Hundes.

## Leistungen

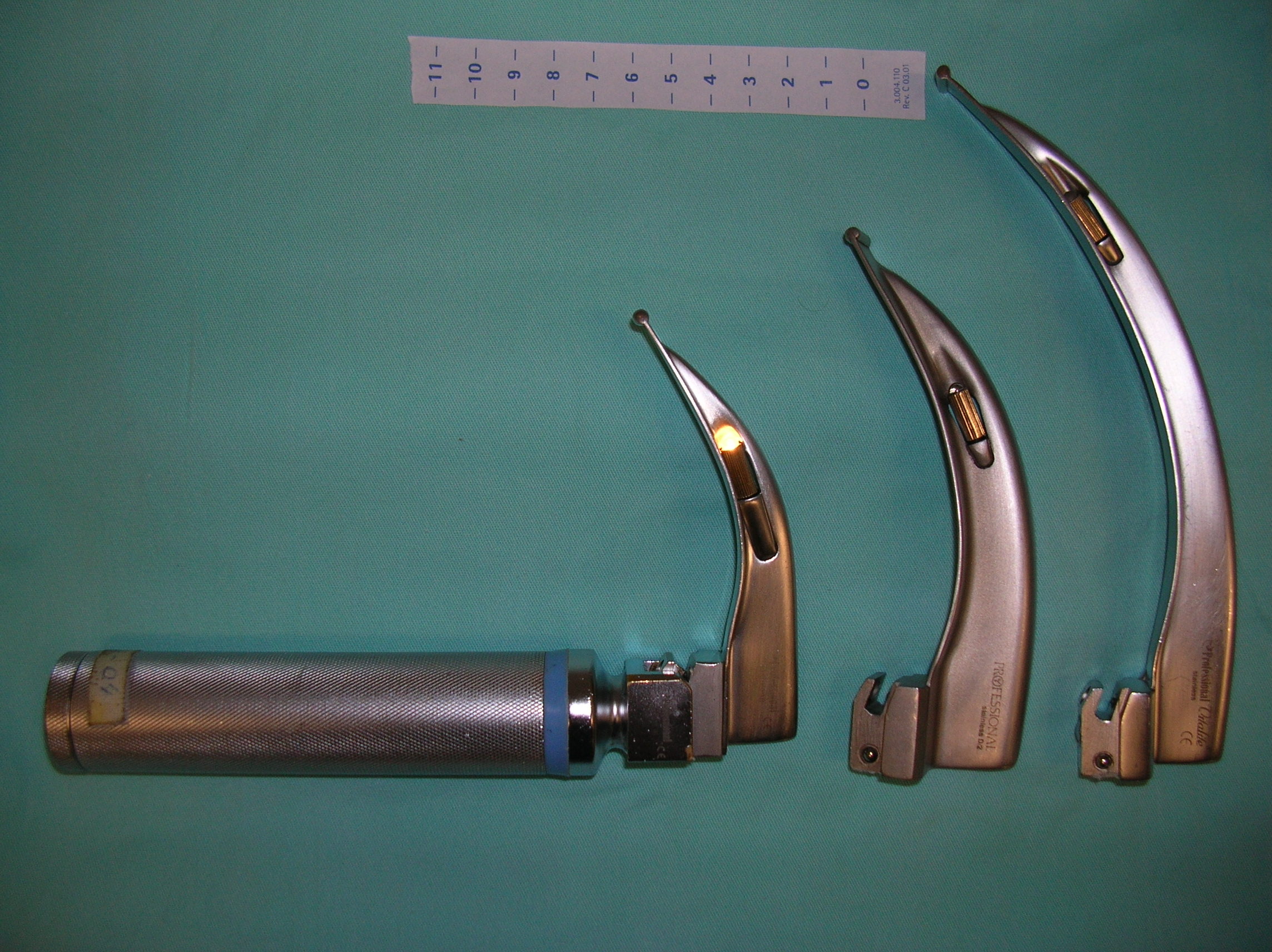
Laryngoskop mit Macintosh-Spateln verschiedener Größen

Robert Macintosh forschte und publizierte zu einem weiten medizinischen Themenspektrum und wirkte in dieser Rolle stark prägend auf die Entwicklung des noch jungen Fachgebietes Anästhesiologie.
Während des Krieges bildete er Anästhesisten für die britische Luftwaffe aus. Im Luftkrieg über dem Ärmelkanal erkannte er den Bedarf nach einer effektiven Schwimmweste, da viele Piloten nach einem Absturz ertranken. In riskanten Versuchen dazu warf er seinen Kollegen und Freund Edgar Pask anästhesiert und mit einem Beatmungssystem versehen mehrfach in ein Schwimmbecken, wodurch die Entwicklung einer Schwimmweste gelang, die bei Bewusstlosen den Kopf über Wasser hält. Diese rettete mutmaßlich mehreren hundert britischen Piloten das Leben, wofür Macintosh 1955 von der Queen zum Ritter geschlagen wurde.
In Zusammenarbeit mit William Morris, der als Autoproduzent entsprechende technische Voraussetzungen mitbrachte, entwickelte Macintosh ein Unterdruck-Beatmungsgerät („Eiserne Lunge“), das in der Folge in britischen Krankenhäusern breite Anwendung fand. In der Folge der Polio-Epidemie von Kopenhagen (1952) war er in die Entwicklung der modernen Überdruck-Beatmungstechnik involviert. Er erfand auch mehrere Narkosegas-Verdampfer (u. a. den Oxford vaporiser), die aufgrund ihrer einfachen Funktionsweise in britischen Feldlazaretten zum Einsatz kamen. Macintosh bekannteste Entwicklung war der nach ihm benannte Laryngoskopie-Spatel, der sich zum weltweiten Standard bei der endotrachealen Intubation entwickelt hat.
Nach dem Weltkrieg forschte er verstärkt auf dem Gebiet der Regionalanästhesie. Er machte sich gegen breiten Widerstand für den Einsatz der Spinalanästhesie bei der Sectio caesarea stark, die damals mehrheitlich in Narkose durchgeführt wurde. Macintosh entwickelte eine Reihe von neuartigen Spinal- und Epiduralnadeln sowie verschiedene Regionalanästhesieverfahren an Kopf und Extremitäten, unter anderem Plexusanästhesien am Arm.
Macintosh befasste sich intensiv mit Sicherheit und Risikomanagement in der Anästhesie und entwickelte entsprechende Trainingsprogramme. Er war Vertreter eines safe-and-simple-Konzeptes in der Anästhesie (“There should be no deaths due to anaesthesia”).